# 克拉克鎮區 (愛荷華州泰馬縣)
克拉克鎮區（英語：Clark Township）是位於美國愛荷華州泰馬縣的一個行政鎮區。

## 地方資料
根據2010年美國人口普查的數據，克拉克鎮區的面積為94.19平方千米，當中陸地面積為94.14平方千米，而水域面積為0.05平方千米。當地共有人口1665人，而人口密度為每平方千米17.68人。